# 西駒屋田村家住宅
西駒屋田村家住宅（にしこまや たむらけじゅうたく）は、愛知県豊橋市二川町字中町147-1にある邸宅。旧東海道二川宿にある町家である。主屋、土蔵が登録有形文化財。主屋、門、離れ兼倉庫が豊橋市景観重要建造物。

## 歴史

### 西駒屋の分家

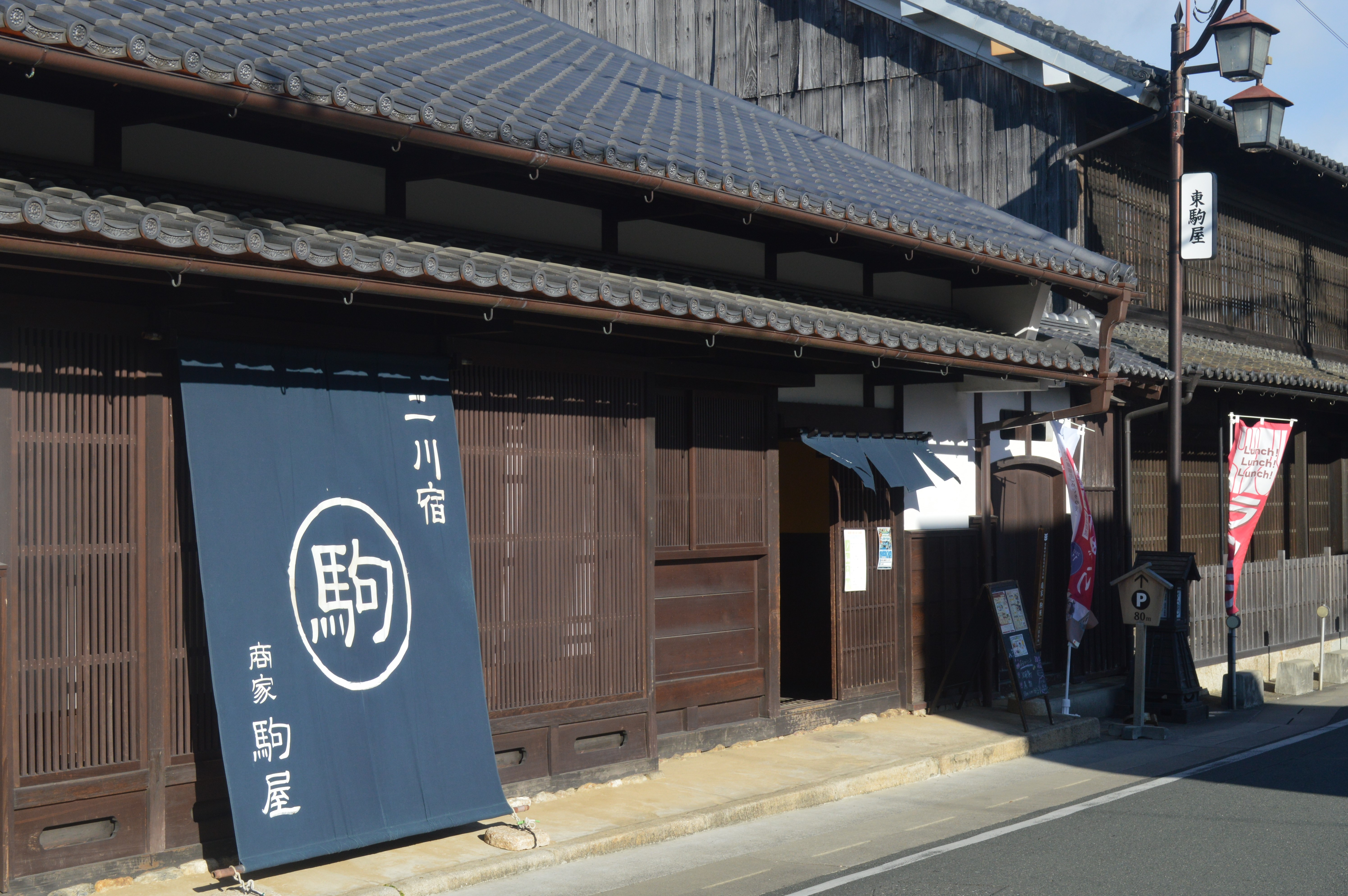
本家の駒屋

二川宿は東海道の宿場である。江戸時代中頃、田村家が駒屋として質屋を開業した。江戸時代末期に東駒屋が分家して味噌・醤油の醸造業を始めると、1910年（明治43年）頃に西駒屋も分家し、味噌・醤油などの醸造業を営んだ。主屋と土蔵はこの頃に建てられたとされる。
東京オリンピックが開催された1964年（昭和39年）頃には、20人の職人が100庫の桶を用いて味噌や醤油を製造していた。その後は醸造業界にも機械化が進行し、大量生産された他社の商品がスーパーに並んだことで、西駒屋は生産量を減らした。

### 文化財としての保存
2007年（平成19年）、豊橋市は西駒屋などがある旧東海道沿いを二川宿景観形成地区に指定した。その後、所有者の田村哲朗は格子などの改修を行った。
2014年（平成26年）10月7日、主屋と土蔵が登録有形文化財に登録された。2024年（令和6年）3月13日、主屋、門、離れ兼倉庫が豊橋市景観重要建造物に指定された。個人所有の建造物としては初の指定である。

## 文化財

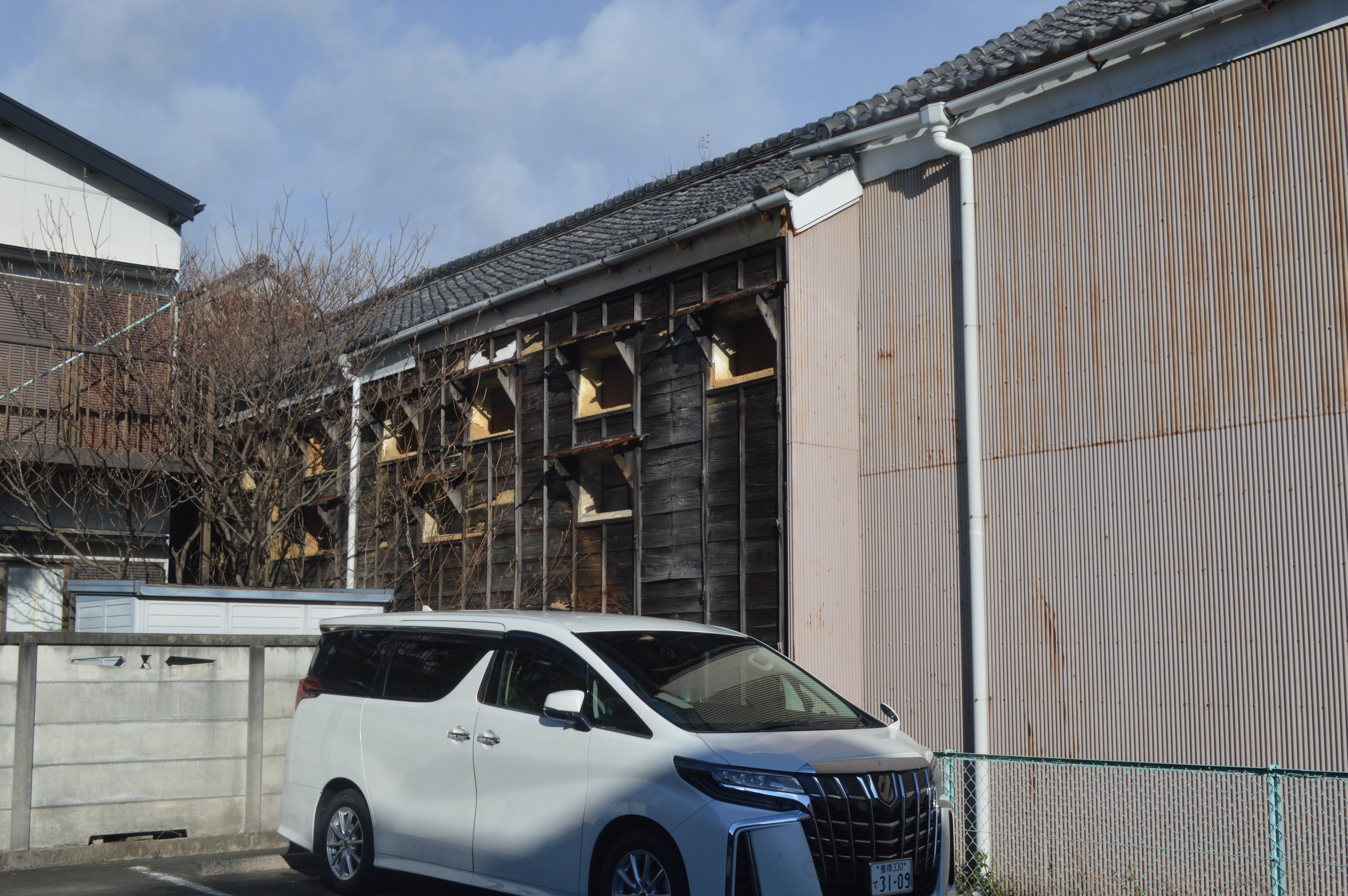
土蔵

### 登録有形文化財

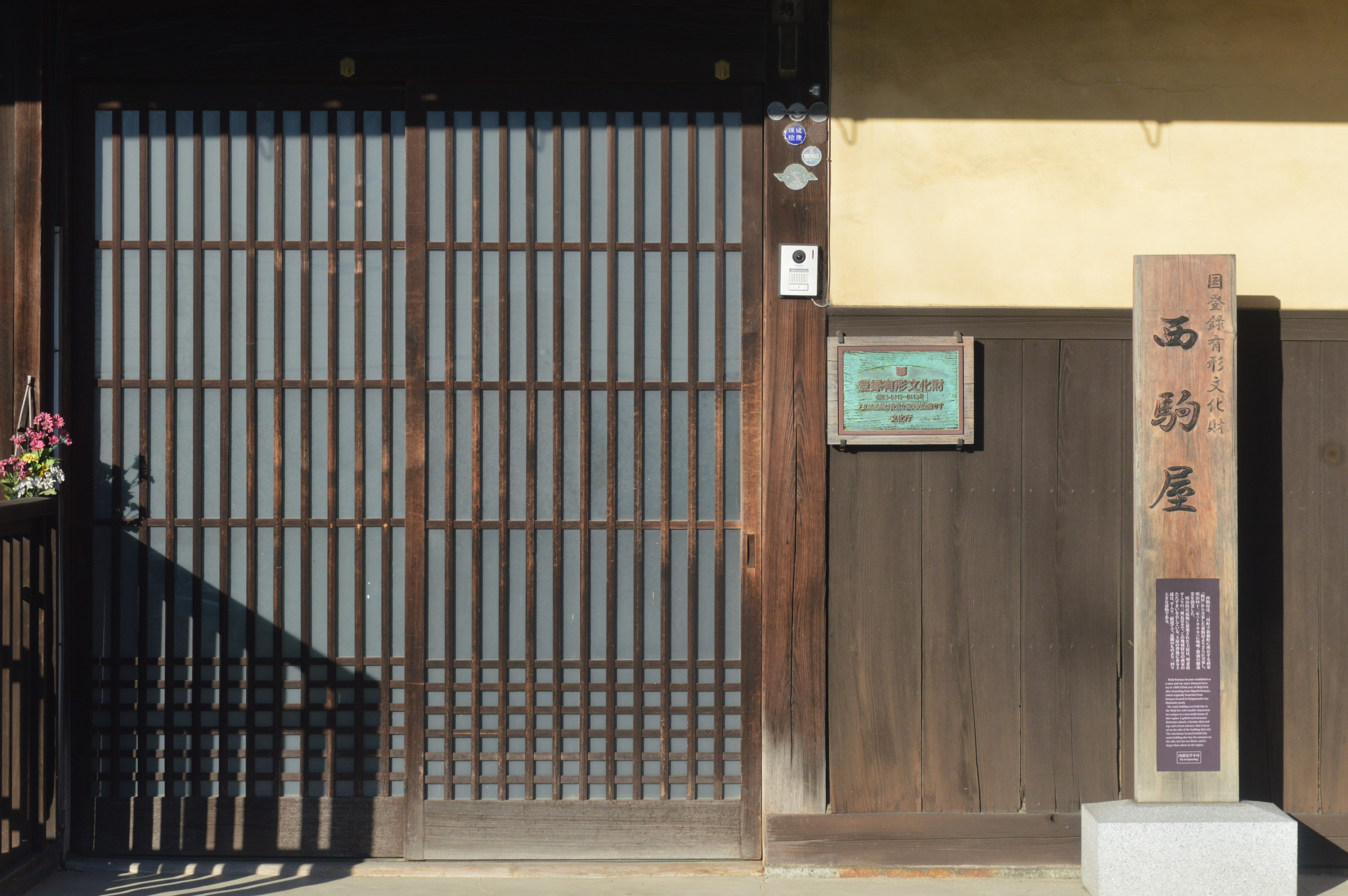
玄関

- 主屋
  - 木造平屋建、瓦葺[1]。建築面積195平方メートル[1]。東海道に南面して建つ[1]。2列6室の平面構成であり、東列は通り側からミセ、ナカノマ、ダイドコロ、西列は通り側からオクミセ、ブツマ、オクノマ[1]。
  - 明治時代後期竣工[1]。2014年（平成26年）10月7日、登録有形文化財に登録された[1]。
- 土蔵
  - 土蔵造2階建、瓦葺[2]。建築面積58平方メートル[2]。桁行6間、梁間3間[2]。主屋の北側に建つ[2]。
  - 明治時代後期竣工[2]。2014年（平成26年）10月7日、登録有形文化財に登録された[2]。

- 玄関